# Sheriff

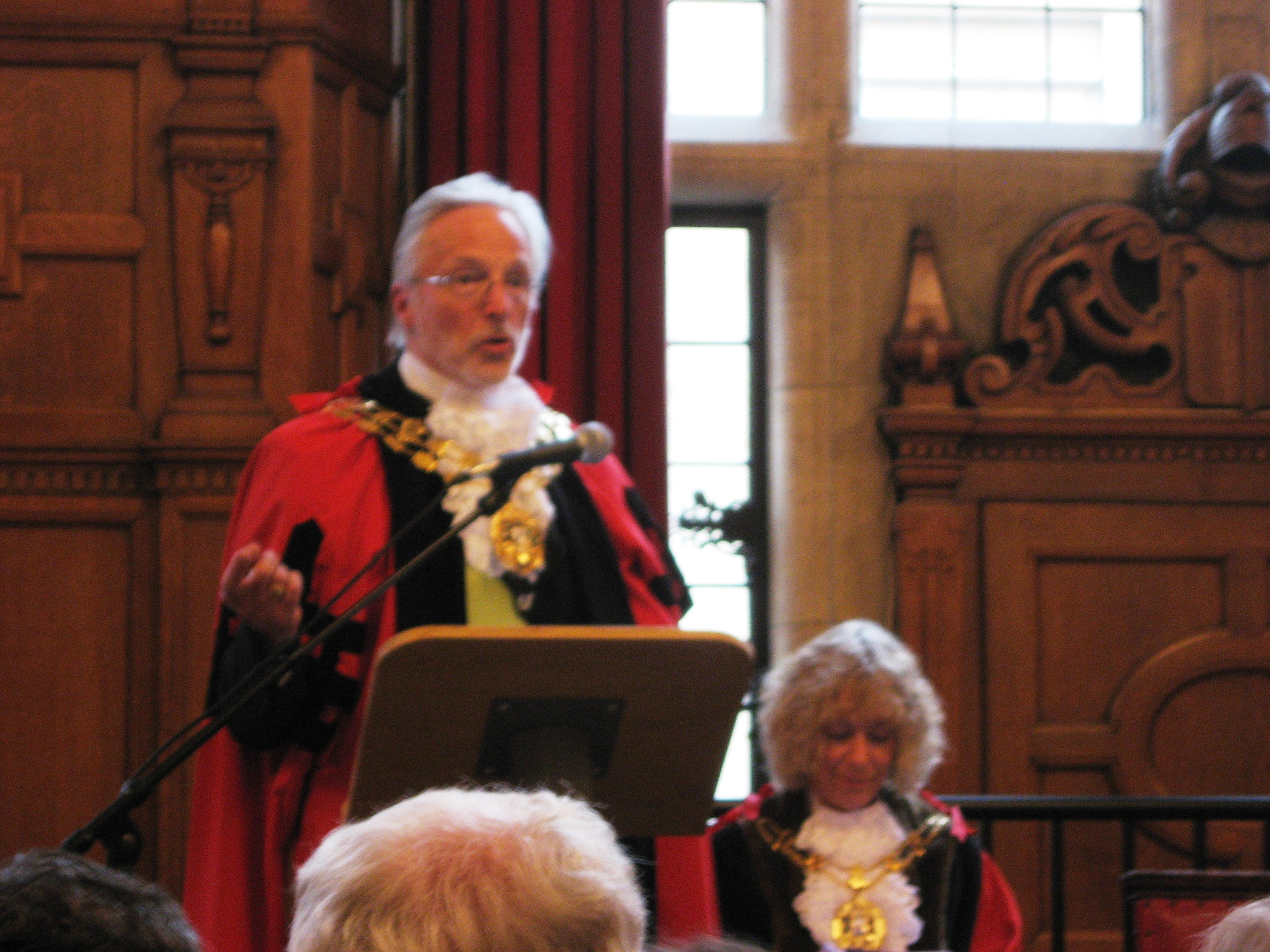
Sheriffen i Oxford, England 2008.

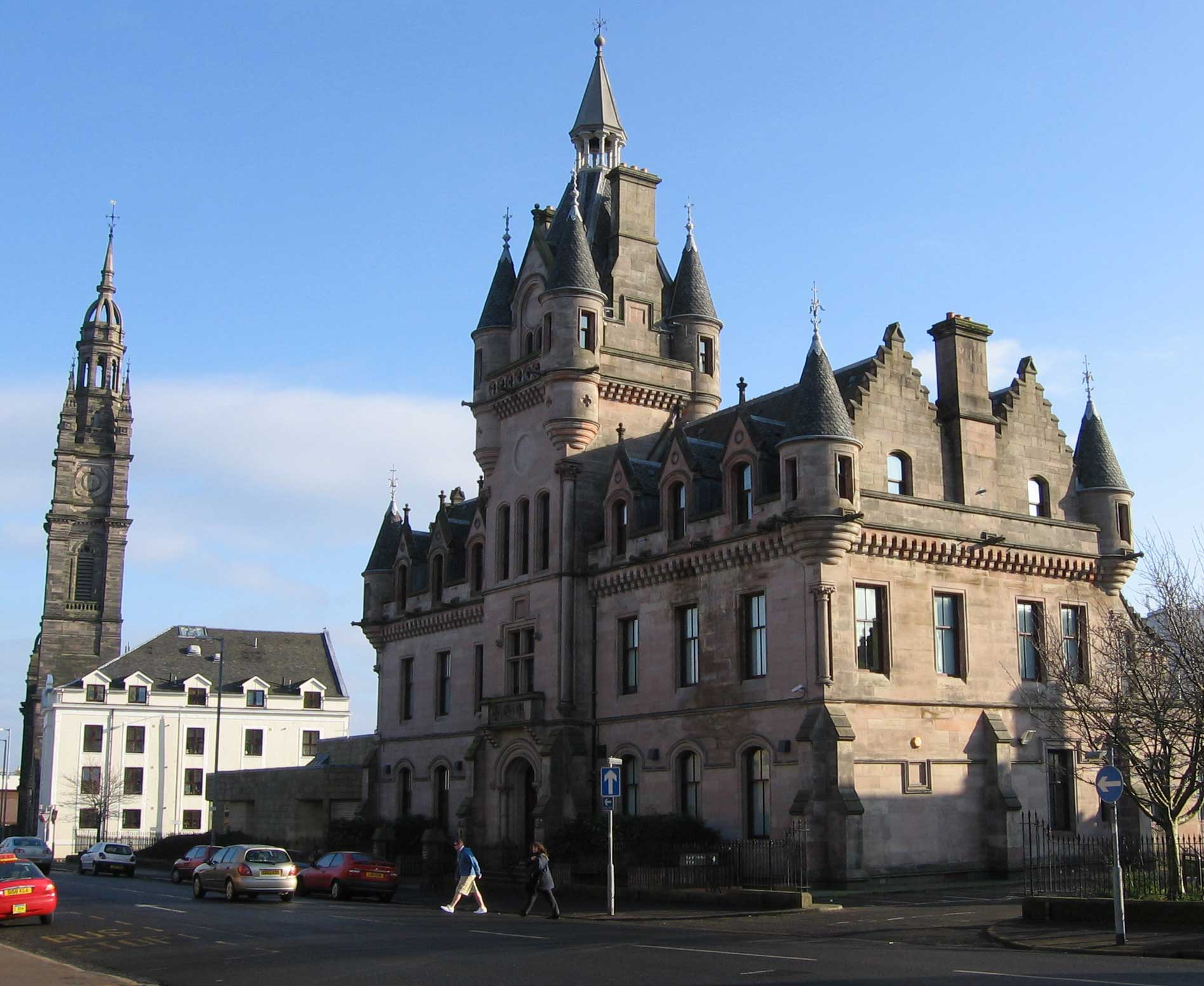
Sheriffdomstolen i Greenock, Skottland.

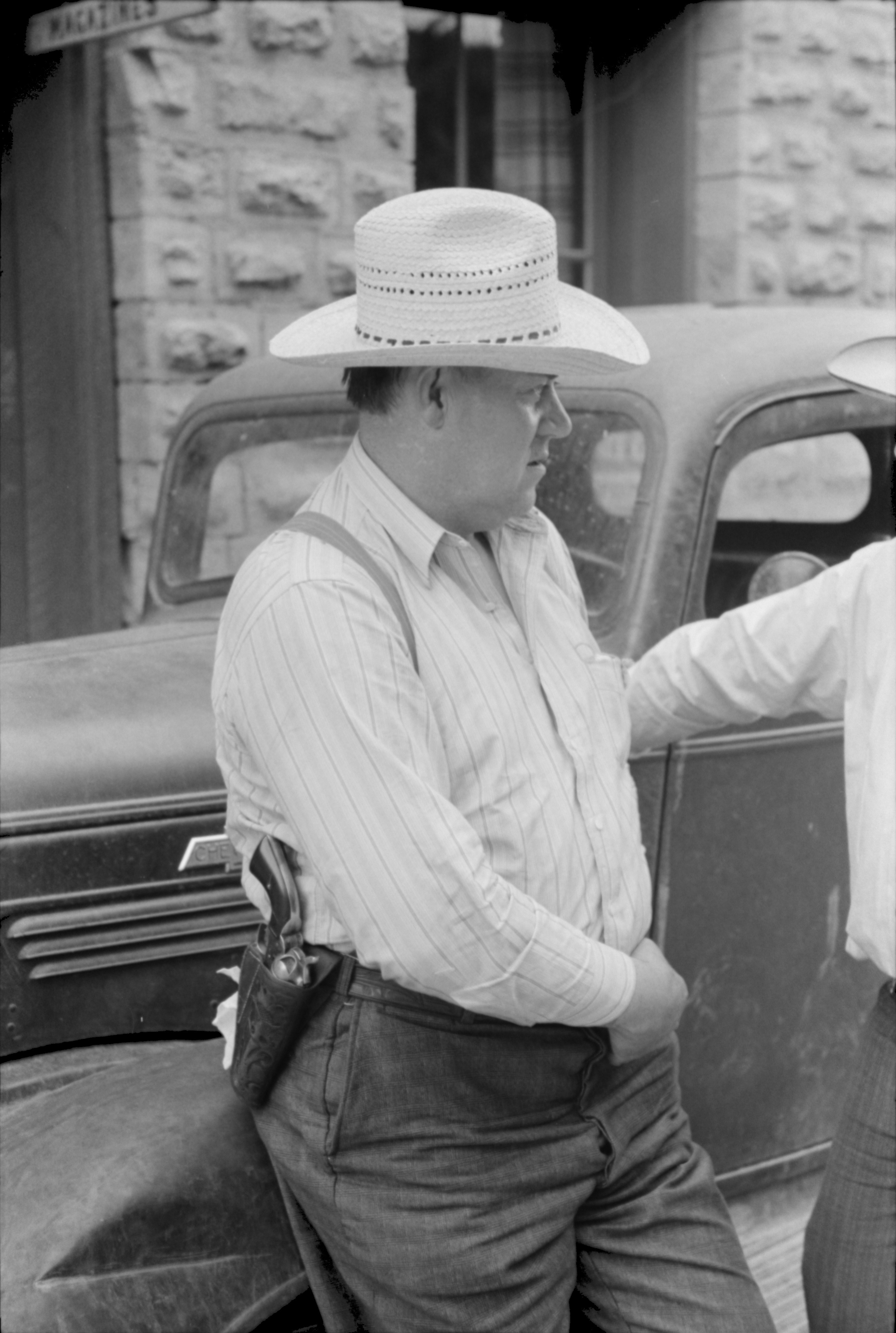
Sheriff från New Mexico på 1940-talet. Bilden illustrerar den klassiska stereotypen av en amerikansk sheriff med stetsonhatt och revolver.

Sheriff är ett juridiskt och politiskt ämbete i den engelskspråkiga världen som har sitt historiska ursprung i England, Skottland och Irland. Ordet kan härledas från fornengelska "scirgerefa", där "scir", i modern engelska "shire", betyder grevskap och "gerefa" betyder chef, lokal representant för kungen (engelska: Reeve).

## England
- High Sheriff är sedan tidig medeltid kronans ståthållare och förlängda arm i något av Englands grevskap. Ämbetet finns kvar med endast en representativ funktion. De viktigaste uppgifterna övertogs på 1500-talet av lordlöjtnanten. Mest känd är sheriffen av Nottingham från berättelsen om Robin Hood.
- Sheriff är även en ämbetsman i City of London. Två sheriffer väljs varje år. En av dem är också ledamot av stadsfullmäktige och blir vanligen Lord Mayor efterföljande år.

## Skottland
- Sheriff Principal är en domare, som närmast motsvarar en lagman i Sverige. Sheriff motsvarar närmast rådman.

## Australien och Kanada
- Sheriff motsvarar närmast en svensk kronofogde.

## USA
- Sheriff är polischef i många counties, och väljs ofta i direkta folkval. Sheriffen är i de flesta fall samtidigt också motsvarigheten till en svensk kronofogde i så måtto att han verkställer utmätningar, avhysningar och handräckningar, samt är dessutom i vissa fall uppsyningsman för tingshuset och föreståndare för det kommunala häktet. Se Polisen i USA.